# Horné Srnie
Horné Srnie je naseljeno mjesto u okrugu Trenčín u  Trenčínskom kraju u Slovačkoj.

## Stanovništvo
| Godina:     | 1993. | 2003.   | 2013.   | 2023.   |
| ----------- | ----- | ------- | ------- | ------- |
| Broj ljudi: | 2859  | 2891    | 2816    | 2700    |
| Razlika:    |       | +1,11 % | -2,59 % | -4,11 % |

| Godina:     | 2022. | 2023.   |
| ----------- | ----- | ------- |
| Broj ljudi: | 2691  | 2700    |
| Razlika:    |       | +0,33 % |

Prema podacima o broju stanovnika iz 2023. godine naselje je imalo 2700 stanovnika.

## Vanjske poveznice
|  | Zajednički poslužitelj ima još gradiva o temi Horné Srnie |

- Službena stranica naselja (sl.)